# St Mary Aldermary
St Mary Aldermary est une église anglicane située à Watling Street à la jonction avec Bow Lane, dans la Cité de Londres.
D'origine médiévale, elle est reconstruite à partir de 1510. Gravement endommagé lors du Grand incendie de Londres en 1666, elle est reconstruit une fois de plus, cette fois par Christopher Wren ; contrairement à la grande majorité des églises de Wren's City, St Mary Aldermary est de style gothique.

## Histoire
St Mary Aldermary est la plus ancienne des églises de la ville dédiée à la Vierge Marie. Le patronage du presbytère de St Mary Aldermary appartenait au prieur et au chapitre de Canterbury, mais a été transféré à l'archevêque de Canterbury en 1400.
En 1510, Henry Keble finance la construction d'une nouvelle église. La tour est encore inachevée lorsqu'il meurt en 1518. En 1629, deux legs permettent de l'achever, et les travaux, commencés 120 ans auparavant, sont terminés en trois ans. Keble est enterré à l'origine dans une voûte sous le sol de l'église, mais sa tombe n'y demeure que peu de temps. Richard Newcourt écrit à ce sujet : « Sir William Laxton, décédé en 1556, et Sir Tho. Lodge, qui mourut en 1583 (tous deux épiciers et maires de cette ville), furent enterrés dans le caveau de ce Sir Henry Keeble, ses os méchamment jetés et son monument abattu, à la place de quoi, les sépultures ont été mises en place de la sienne ».
John Stow mentionne divers dignitaires enterrés dans l'église primitive dans son enquête de 1598 sur Londres (Survey of London). Ils comprennent Richard Chaucer, vigneron, dit par Stow être le père du poète Geoffrey Chaucer. John Milton a épousé sa troisième femme, Elizabeth Minshull, dans l'église en 1663. Les registres paroissiaux datent de 1558 et sont maintenant déposés à la Guildhall Library (en).
En 1599, un groupe de citoyens de Saint-Antholin fonde un poste de conférencier. Ils donnent une redevance à Londres pour payer une conférence quotidienne dans la chaire de St. Antholin's et l'église devient alors célèbre comme amphithéâtre. Le grand incendie a brûlé l'église mais les conférences quotidiennes ont continué ; elle a été reconstruite puis a été démolie en 1870 et la conférence a été transférée à St. Mary Aldermary où les conférences quotidiennes se sont poursuivies pendant la Seconde Guerre mondiale, mais ont été interrompues quelque temps plus tard.
St Mary Aldermary est gravement endommagée dans le Grand incendie de Londres de 1666, bien que des parties de ses murs et de sa tour aient survécu. Elle a été principalement reconstruite par Christopher Wren dans un style gothique. Un héritage de 5 000 £ avait été laissé par un certain Henry Rogers pour la reconstruction d'une église, et sa veuve a accepté de l'utiliser pour financer la reconstruction de St Mary's. Selon certaines sources, elle stipulait que la nouvelle église devait être une imitation exacte de celle en grande partie détruite.
L'église telle que reconstruite a une nef à bas-côté, longue de six travées, avec un claire-voie et un chœur court. La tour est attachée au coin sud-ouest du bâtiment et a son entrée par un vestibule situé à l'ouest. Elle est divisée en étages par des corniches marcapianos ; les angles ont des tourelles octogonales, se terminant par ce que George Godwin appelle « des faîteaux sculptés de conception impure ». La nef et les bas-côtés sont séparés par des arcades de colonnes groupées, supportant des arcs gothiques quelque peu aplatis. Les plafonds sont décorés de voûtes élaborées en éventail en plâtre. Le mur est du chœur est incliné par rapport à l'axe de l'église.
Selon Nikolaus Pevsner, St Mary Aldemary est « le principal monument survivant du renouveau gothique du XVIIe siècle dans la ville et - avec Warwick - la plus importante église gothique de la fin du XVIIe siècle en Angleterre ».

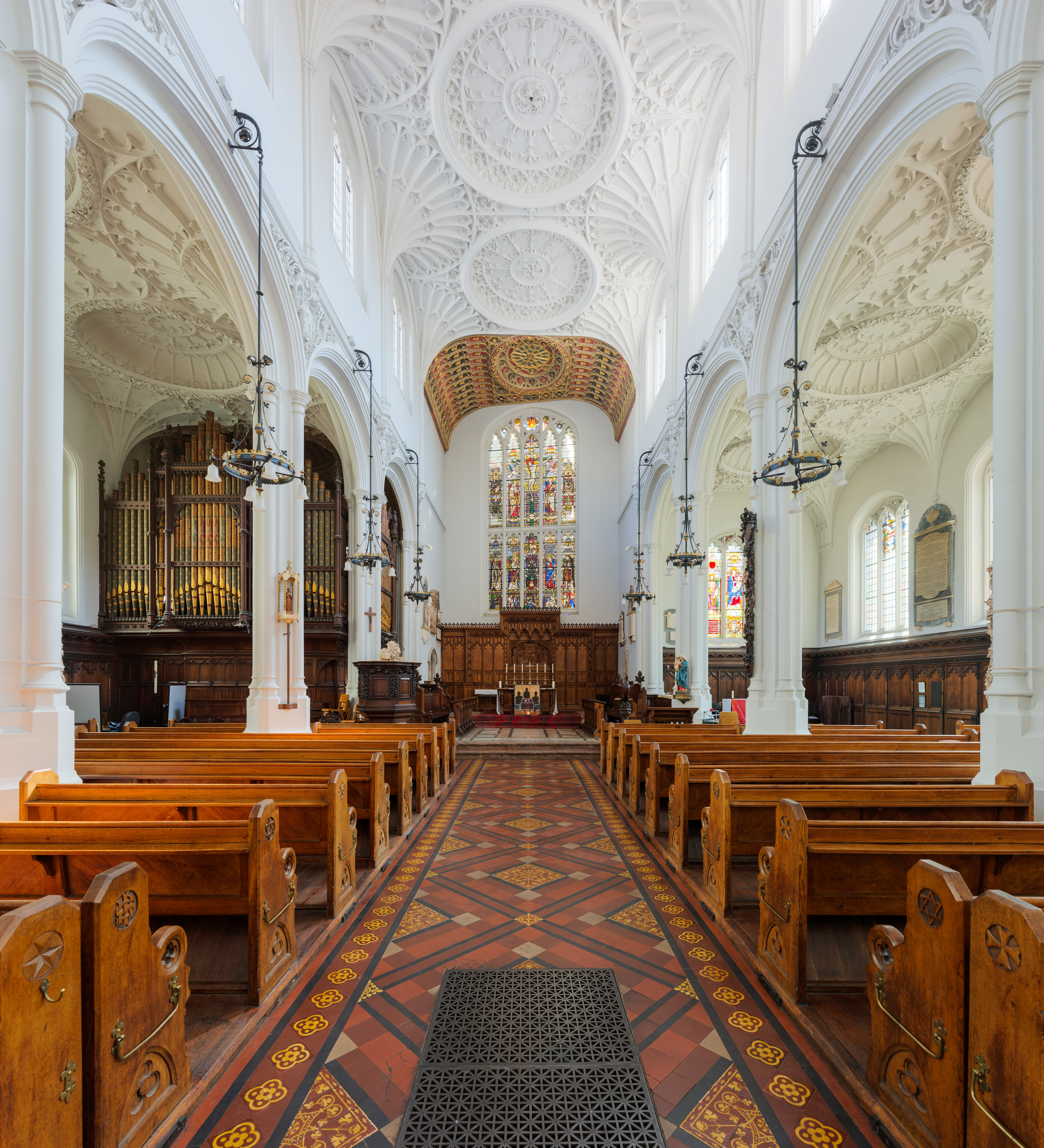
Intérieur de St Mary Aldermary

La paroisse de l'église Saint-Thomas l'Apôtre, détruite dans le Grand incendie et non reconstruite, est réunie à celle de St.Mary.
En 1781, un nouvel orgue est installé, construit par George England et Hugh Russell.
L'église est réparée et restaurée plusieurs fois au fil des ans. En 1876–1877, des changements majeurs sont apportés à l'intérieur : un nouvel écran en chêne est inséré séparant l'église du hall ; les bancs et les stalles sont remplacés, l'orgue est déplacé de la tribune ouest vers le chœur ; le sol est repavé, de nouveaux vitraux posés aux fenêtres et un nouveau retable installé.
St Mary Aldermary est endommagée par les bombes allemandes lors du Blitz pendant la Seconde Guerre mondiale. Toutes les fenêtres ont été brisées et du plâtre est tombé de la voûte, mais le bâtiment lui-même est resté intact.
La dernière restauration intérieure est achevée en avril 2005, avec une attention particulière portée aux plafonds en plâtre et aux monuments commémoratifs du mur nord. Un service a lieu le 21 avril 2005, pour célébrer la restauration, présidé par Richard Chartres, l'évêque de Londres. De 2005 à 2009, le père John Mothersole est le prêtre responsable. Il supervise une grande partie des travaux de restauration de cette époque. Il est remplacé en 2010 par le révérend Ian Mobsby, d'abord comme vicaire puis comme prêtre responsable, encore en poste en 2022.
L'église est désignée bâtiment classé de Grade I le 4 janvier 1950.
Depuis 2007, l'église est l'église régimentaire du Royal Tank Regiment.